# التدخل السويدي في حرب الثلاثين عاما
الغزو السويدي للإمبراطورية الرومانية المقدسة أو التدخل السويدي في حرب الثلاثين عاما كان إحدى فصول حرب الثلاثين عامًا. وهو نزاع عسكري نشب بين عامي 1630 و 1635، خلال حرب الأعوام الثلاثين. كان النزاع نقطة تحول رئيسية في الحرب: حققت القضية البروتستانتية، التي كانت توشك أن تهزم، العديد من الانتصارات الرئيسية وغيرت اتجاه الحرب. ضعف تحالف هابسبورغ الكاثوليكي، الذي كان في السابق متقدمًا، بشكل ملحوظ نتيجة للمكاسب التي حققتها القضية البروتستانتية. غالبًا ما يعتبر معظم المؤرخين هذا الصراع مستقلًا.
بعد عدة محاولات قامت بها الإمبراطورية الرومانية المقدسة للسيطرة على انتشار البروتستانتية في أوروبا واحتوائه، قاد الملك جوستاف الثاني أدولف من السويد غزو الإمبراطورية الرومانية المقدسة. على الرغم من أنه قُتل خلال معركة في لوتزن الواقعة جنوب غرب لايبزيغ، تمكنت الجيوش السويدية من هزيمة أعدائها الكاثوليك لتُصبح السويد واحدة من القوى العظمى في أوروبا على مدار الأعوام المائة التالية. كانت قيادته للقوى البروتستانتية في ألمانيا وأوروبا حاسمة في إنشاء فرع بديل للمسيحية معترف به هناك، كما رسخها في القانون والأعراف الدولية. إضافة إلى ذلك، ألغت المكاسب التي حققتها عائلة هابسبورغ خلال إعادة تركيز السلطة السياسية في الإمبراطورية الرومانية المقدسة في يد الإمبراطور الروماني المقدس. أكد الغزو السويدي دور الإمبراطور الروماني المقدس كمنصب شرفي وشرعي في دستور الإمبراطورية الرومانية المقدسة. استمرت القوة الأوروبية الكبرى الجديدة في السويد لمائة عام قبل أن يغلبها العديد من الأعداء في حرب الشمال العظمى.
تشمل العواقب السياسية طويلة الأمد للانتصار البروتستانتي تأكيد الإمبراطورية الرومانية المقدسة على لامركزية السلطة والتنازل عن البعض منها لصالح الأقطاب والسلالات المحليين. كفل الانتصار البروتستانتي وحرية الدين اللامركزية السياسية والوطنية للإمبراطورية لعدة قرون، وجعلوها عرضة للهيمنة الأجنبية. عرقلت الانقسامات الدينية والسياسية التي مهّد لها الصراع المركزية كما كان يحدث في فرنسا وإنجلترا وإسبانيا في ذلك الوقت. لم يحدث التوحيد السياسي لألمانيا إلا بعد مرور عدة قرون.

## الأسس والركائز السياسية لحرب الأعوام الثلاثين – الثورة البوهيمية
كانت حرب الأعوام الثلاثين نزاعًا دينيًا بين البروتستانت والكاثوليك في ألمانيا. نشأ نتيجة اختلاط السياسة والدين الذي كان شائعًا في أوروبا في ذلك الوقت. تكمن أسبابه البعيدة في القرن السابق، في التسوية السياسية الدينية للإمبراطورية الرومانية المقدسة المعروفة باسم صلح أوغسبورغ. كان الصلح اتفاقًا بين تشارلز الخامس، الإمبراطور الروماني، والقوى البروتستانتية للإمبراطورية الرومانية في القرن السادس عشر. أسست شرعية اللوثرية في ألمانيا وسمحت للدوقات والأباطرة الكبار بطرد الرعايا غير المطابقين من أراضيهم. بالإضافة إلى ذلك، سمحت لمواطني الديانة غير تلك السائدة حيث يقطنون بالانتقال سلميًا إلى حيث يُعترف بممارساتهم وتُحترم، كما كانت هناك بنود تتعلق باللوردات الكنسيين. عندما بدل الأساقفة الذين حكموا في ظل إقطاعية كنسية دينهم، كان يُنتظر منهم أن يتخلوا عن امتيازاتهم. انتُهكت بعض شروط هذه المعاهدة في مناسبات مختلفة، كما كان الحال مع جيبهارد تروشيس فون والدبرغ، رئيس الأساقفة في كولونيا. على الرغم من المحاولات المختلفة لانتهاك أحكام صلح أوغسبورغ، لم تندلع أي حرب أوروبية أو ألمانية. في نهاية الصراعات، اتُفق على الالتزام بأحكام صلح أوغسبورغ مرة أخرى. يقول أحد المؤرخين: «كل ما اكتسبته الكنيسة اللوثرية في صلح أوغسبورغ كان التسامح؛ كل ما سلمته الكنيسة كان تضحية لأنها كانت مضطرة، وليس إحقاقًا للعدالة». لكن صلح أوغسبورغ لا يمكن أن يكون أكثر من وقف مؤقت للأعمال العدائية. تضمنت أحكامه ملحقًا أعلن أن أحكام الصلح لن تدخل حيز التنفيذ إلا عند اجتماع المجلس العام، ومحاولة أخيرة لتوحيد المذهبين. لم يكن هناك سبب للاعتقاد بأن هذا الأمر ممكن حدوثه ما لم يُرغم اللوثريون على القيام بذلك.
على الرغم من أن الاختلافات الأيديولوجية الحقيقية دفعت الأمراء الألمان إلى تبديل ديانتهم، إلا أن الدافع الأساسي للكثيرين كان في كثير من الأحيان اكتساب ثروات وأراضي بسهولة على حساب جيرانهم الكاثوليك العزل. كان الأمراء يبدلون ديانتهم على أساس أنهم سيتمكنون من الاستيلاء على الأراضي الثمينة والممتلكات من الكنيسة الكاثوليكية.
لقد فهم البروتستانت وقبلوا أنه سيتعين عليهم التوحد ضد الكنيسة الكاثوليكية للحفاظ على أنفسهم ضد التعدي الكاثوليكي والهيمنة الكاثوليكية، لكن البروتستانت نفسه انقسموا، فتمسك اللوثريون بأحكام دينية تتناقض تمامًا مع الأحكتم التي تبناها الكالفينيون. فعلت الكنيسة الرومانية الكاثوليكية كل ما في وسعها لإثارة الجدل والمكائد بين الفصيلين البروتستانتيين الرئيسيين. نتيجة لذلك، غابت الوحدة السياسية عن الدول البروتستانتية الألمانية، ما أعاق تنسيقها الإجراءات ضد التدخل الكاثوليكي.
بقيا كلا الحزبين الدينيين على اعتقادهما بأن الطرف الآخر ينتهك بشكل منتظم روح صلح أوغسبورغ أو نصه. في الواقع، كان البروتستانت مؤمنين أن المسؤولين الكاثوليك (خاصة المسؤولين الإمبرياليين أو مسؤولي الكنيسة) كانوا شريرين وغيورين من الامتيازات التي حصل عليها البروتستانت، وأنهم مستعدون لفعل أي شيء في وسعهم لإلحاق الضرر بالقضية البروتستانتية. ثبت من خلال الممارسة أن البابا يتمتع بسلطة إعفاء أتباع كنيسته من أقسام من القسم الأعظم، وكان من مبادئ الكاثوليك أن الإيمان لا يجب أن حيث المهرطقون. من ناحية أخرى، حافظ الكاثوليك على وجهة نظر مماثلة تجاه للبروتستانت. لا يمكن أن الجشع الذي أبداه البروتستانت لممتلكات الكنيسة دون أن يلاحظه أحد حتى أكثر المراقبين الكاثوليك تساهلًا. مع مثل هذه الكراهية المتبادلة السائدة بين البروتستانت والكاثوليك في ألمانيا، كل شيء كان واضحًا وتستحيل إساءة فهمه.
نشبت حرب الأعوام الثلاثينا من نزاع إقليمي بين البروتستانت البوهيميين وملوكهم الهابسبورغ. كان الإمبراطور الروماني المقدس رودولف الثاني ملكًا عنيدًا جدًا. أضعفت سياساته موقفه مع رعاياه غير المتجانسين كما مع بلاطه عائلته. أُجبر رودولف على التنازل في مواجهة رعاياه المجريين من أجل استرضائهم فيشاركون في حربه مع الإمبراطورية العثمانية، كما تنازل عن ممتلكاته المجرية والنمساوية والمورافيا لأخيه ماتياس. عند ضعف أسيادهم الألمان والخلافات بينهم، ثار الرعايا البوهيميون. في عام 1609، منحهم رودولف امتيازات تضمن التسامح الديني وأقام لهم كنيسة بوهيمية يسيطر عليه النبلاء البروتستانت. عندما طلب الرعايا البروتستانتية في بوهيميا المزيد من الحريات، أرسل رودولف جيشًا لإسكاتهم. اعتقل ماتياس شقيقه بناءً على طلب من البروتستانت البوهيميين، ولم يطلق سراحه إلا بعد أن تنازل عن تاجه البوهيمي إلى ماتياس. توفي رودولف الثاني بعد شهرين في عام 1611، وفي ذلك الوقت حصل شقيقه ماتياس على ألقابه المتبقية، بما في ذلك لقب الإمبراطور الروماني المقدس.